# Syrrhopodon tosaensis
Syrrhopodon tosaensis là một loài rêu trong họ Calymperaceae. Loài này được Cardot mô tả khoa học đầu tiên năm 1907.